# Jorge Battaglia
Jorge Antonio Battaglia Méndez (Asunción, 12 de enero de 1960) es un exfutbolista paraguayo que jugaba en la posición de portero. Fue internacional con la selección paraguaya de fútbol en diecinueve ocasiones, participando de la Copa del Mundo de México 1986 y en la Copa América de Uruguay 1995. Es además un histórico del Olimpia, club donde jugó por siete años y con el cual disputó la final de la Copa Libertadores 1991, la cual perdió ante Colo-Colo de Chile.

## Clubes
| Club                      | País      | Año       |
| ------------------------- | --------- | --------- |
| Sol de América            | Paraguay  | 1980-1983 |
| Bolívar                   | Bolivia   | 1984      |
| Sol de América            | Paraguay  | 1984-1986 |
| Estudiantes de La Plata   | Argentina | 1986-1990 |
| Olimpia                   | Paraguay  | 1990-1997 |
| Alianza Lima              | Perú      | 1998      |
| Independiente de Medellín | Colombia  | 1998      |

## Palmarés
| Título           | Club    | País     | Año  |
| ---------------- | ------- | -------- | ---- |
| Torneo República | Olimpia | Paraguay | 1992 |
| Primera división | Olimpia | Paraguay | 1993 |
| Primera división | Olimpia | Paraguay | 1995 |
| Primera división | Olimpia | Paraguay | 1997 |